# Gregory Gibson (auteur)
Gregory Gibson, né le  10 juillet 1945 à Athol, Massachusetts est un auteur américain.
Il a écrit Gone Boy (Kodansha, 1999)  qui a été désigné meilleur livre de l'année 1999 par le magazine américain Entertainment Weekly.
Il est aussi l'auteur de Demon of the Waters (Little, Brown, 2004), Hubert's Freaks (Harcourt, 2008) et The Old Turk's Load (Mysterious Press, 2013).